# Conductor mixt

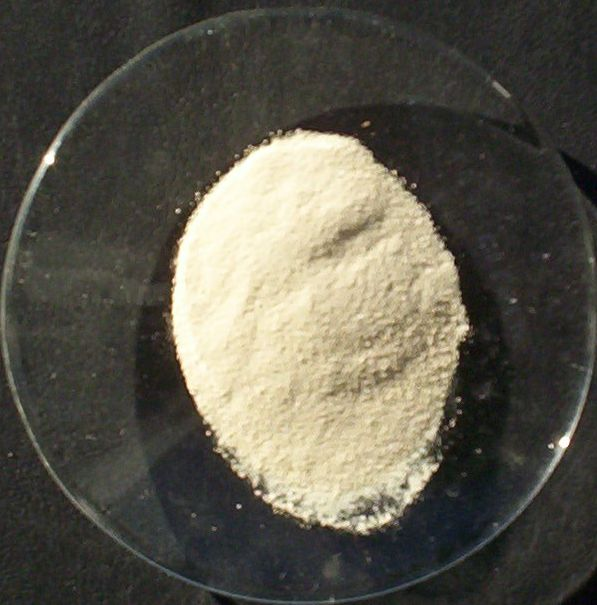
L'òxid de ceri és un potent conductor mixt.

El conductor mixt, també conegut com a conductor mixt d'ions i electrons (MIEC), és un material monofàsic que té una conducció iònica i electrònica significativa. A causa de la conducció mixta, una espècie formalment neutra es pot transportar en un sòlid i, per tant, es permet l'emmagatzematge massiu i la redistribució. Els conductors mixtos són ben coneguts en conjugació amb superconductivitat a alta temperatura i són capaços de capacitar reaccions ràpides en estat sòlid.
S'utilitzen com a catalitzadors (per a l'oxidació), membranes de permeació, sensors i elèctrodes en bateries i piles de combustible, perquè permeten transduir ràpidament senyals químics i permeabilitzar components químics.
Titanat d'estronci (SrTiO3), diòxid de titani (TiO2 ), (La,Ba,Sr)(Mn,Fe,Co)O
3−d,La2CuO
4+d, òxid de ceri(IV) (CeO2), fosfat de ferro i liti (LiFePO4), iLiMnPO4 són exemples de conductors mixtos.

## Introducció
Els materials MIEC tendeixen a ser òxids no estequiomètrics, molts dels quals tenen estructures de perovskita amb metalls de terres rares al lloc A i metalls de transició al lloc B. La substitució de diversos ions a la xarxa d'aquest òxid pot provocar un augment de la conductivitat electrònica mitjançant la formació de forats i introduir conductivitat iònica mitjançant el desenvolupament de vacants d'oxigen. Aquest mecanisme es coneix com a teoria de defectes, que afirma que defectes com aquests ofereixen vies addicionals que afavoreixen la difusió ràpida. Altres materials prometedors inclouen els que tenen estructures de piroclor, brownmillerita, Ruddlesden-Popper i ortoròmbiques de tipus K2NiF4.
Tanmateix, els MIEC veritables (monofàsics) que siguin compatibles amb altres paràmetres de disseny poden ser difícils de trobar, per la qual cosa molts investigadors han recorregut a materials MIEC heterogenis (H-MIEC). Un H-MIEC és una mescla composta de dues fases: una per a ions conductors i una altra per a electrons o forats conductors. Aquests materials són desitjables per la capacitat d'ajustar les seves propietats per a aplicacions específiques ajustant els nivells de concentració per aconseguir un transport òptim d'electrons i ions. Els H-MIEC porosos també incorporen una tercera fase en forma de porus, que permeten la formació de límits de triple fase (TPB) entre les tres fases que proporcionen una alta activitat catalítica.

## Aplicacions

### SOFC/SOEC

Esquema d'una pila de combustible d'òxid sòlid. Cal tenir en compte que el material del càtode ha de conduir tant ions d'oxigen com electrons.

Les piles de combustible d'òxid sòlid (SOFC) i les cel·les d'electròlisi (SOEC) actuals sovint incorporen elèctrodes fets de materials MIEC. Les SOFC són úniques entre les piles de combustible, ja que els ions carregats negativament (O2−)es transporten des del càtode a l'ànode a través de l'electròlit, cosa que fa que els materials del càtode MIEC siguin crítics per aconseguir un alt rendiment. Aquestes piles de combustible funcionen amb la següent reacció d'oxidació-reducció:
Reacció ànodica : 2H2 + 2O2− → 2H2O+ 4e−
Reacció catòdica : O2 + 4e− → 2O2−
Reacció cel·lular global : 2H2 + O2 → 2H2O
Els MIEC com la ferreta de lantà-estronci-cobalt (LSCF) són sovint objecte de la investigació moderna de les piles de combustible, ja que permeten que la reacció de reducció es produeixi a tota la superfície del càtode en lloc de només a la interfície càtode/electròlit.
Un dels materials d'elèctrode d'oxigen (càtode) més utilitzats és l'H-MIEC LSM-YSZ, que consisteix en manganita de lantà i estronci (LSM) infiltrada en una bastida de ZrO2 dopada amb Y₂O₃. Les nanopartícules de LSM es dipositen a les parets de la bastida porosa de YSZ per proporcionar una via electrònicament conductora i una alta densitat de TPBs perquè es produeixi la reacció de reducció.